# Scotothuria herringi
Scotothuria herringi is een zeekomkommer uit de familie Synallactidae.
De wetenschappelijke naam van de soort werd in 1978 gepubliceerd door B. Hansen.